# Albion (Heerführer)

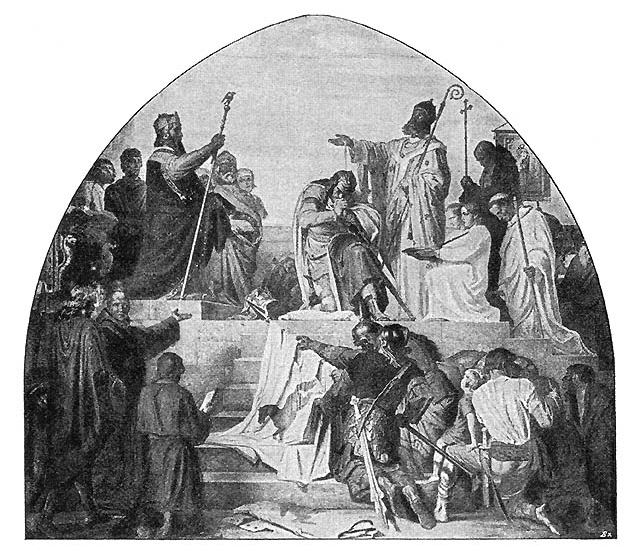
Taufe Widukinds (und Albions) Fresko aus dem 19. Jahrhundert

Albion (auch Abbion, verkürzt zu Abbio oder Abbi) war ein im späten 8. Jahrhundert lebender Heerführer der Sachsen und Kampfgenosse des Herzogs Widukind zur Zeit Karls des Großen.
Albion wird von den Fränkischen Reichsannalen und von deren später überarbeiteter Fassung, den sog. Einhardsannalen, unter dem Jahr 785 erwähnt. Nach den glaubwürdigeren Angaben der Einhardsannalen waren Widukind und Albion in diesem Jahr während der  Sachsenkriege Karls des Großen nach Norden über die Elbe abgezogen, als Karl im Bardengau Station machte. Über die Herkunft und früheren kriegerischen Leistungen Albions wird von den Annalen keine Auskunft gegeben. Nach dieser Quelle wurden Widukind und Albion durch vom fränkischen König entsandte sächsische Vermittler zur Unterwerfung aufgefordert. Um die Bedenken der beiden sächsischen Feldherren zu zerstreuen, versprach Karl ihnen zu ihrer Sicherheit Straflosigkeit und die Stellung von Geiseln. In der Folge übergab ein Höfling Karls, Amalwin, die zugesicherten Geiseln an Widukind und Albion.  Diese waren nunmehr bereit, Amalwin in die karolingische Königspfalz Attigny (Frankreich) zu folgen, wohin Karl inzwischen gereist war. Sie ließen sich dort  christlich taufen.
Albion war möglicherweise verwandt mit Widukind. Nach dem Fragmentum Vindobonense soll er der Schwager oder Schwiegersohn Widukinds gewesen sein. Vielleicht war Albion ein Ahnherr der Immedinger.
Die Sage, Albion sei der Stammvater des Hauses Anhalt, ist historisch nicht nachweisbar und vermutlich konstruiert.